# Fuldera
Fuldera era una comuna suiza del cantón de los Grisones. El 1 de enero de 2009 se fusionó con las antiguas comunas de Lü, Müstair, Santa Maria Val Müstair, Tschierv y Valchava, constituyendo así la nueva comuna de Val Müstair.